# Rostislav Vondruška

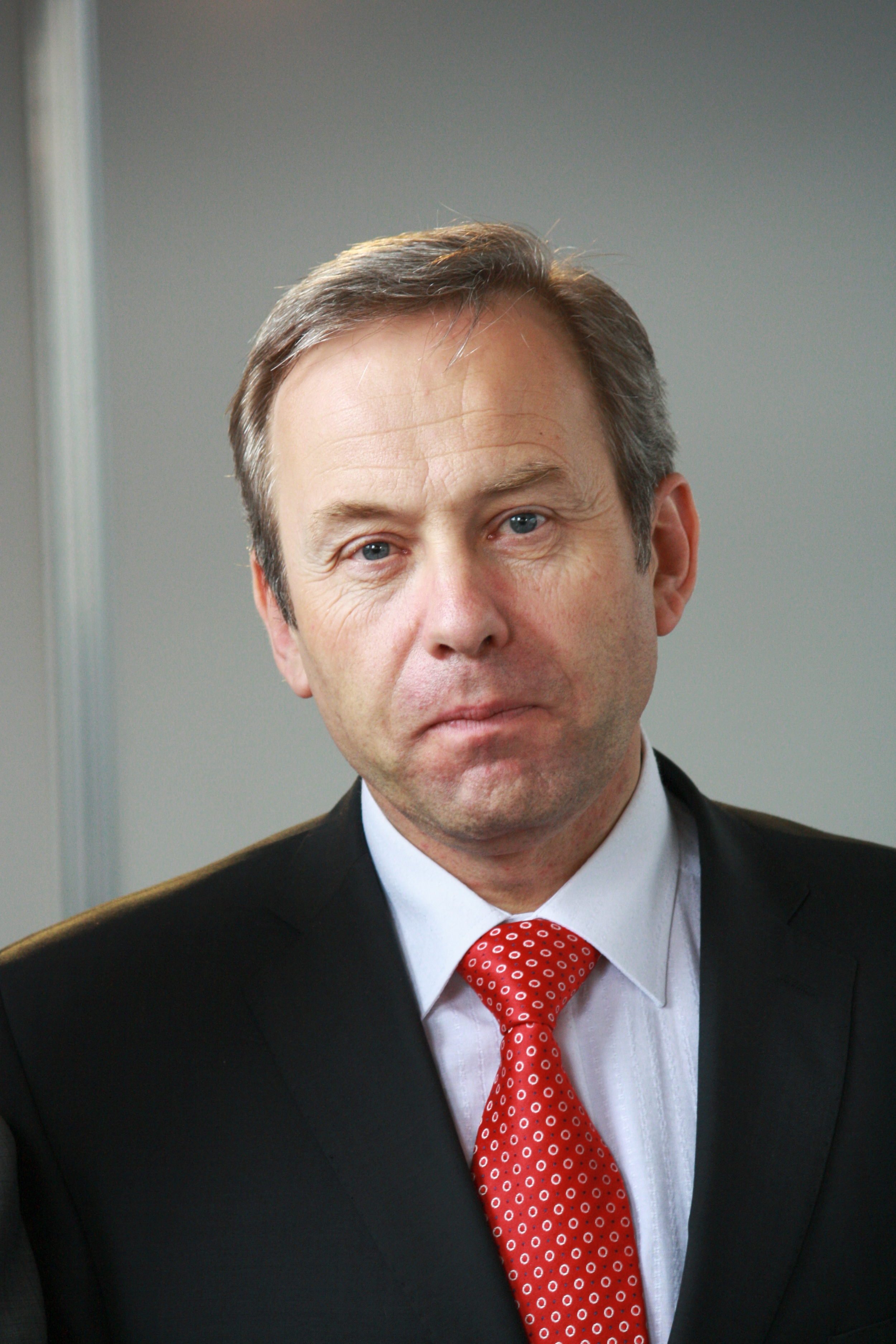
Rostislav Vondruška (2010)

Rostislav Vondruška (* 24. März 1961 in Kladno; † 2. Juli 2024) war ein tschechischer Politiker.

## Lebenslauf
Im Jahr 1980 schloss er sein Studium an der Hotelfachschule in Poděbrady ab. Anschließend absolvierte er von 1980 bis 1984 die Fakultät für Dienstleistungs- und Tourismuswirtschaft der Wirtschaftsuniversität Bratislava.
1985 begann er als Kellner im International Prague Hotel und arbeitete dort dann als Assistent des Betriebsassistenten. In den Jahren 1995/1996 arbeitete er im Hilton Prague Hotel als Betriebs- bzw. Nachtmanager und im Palace Prague Hotel als Leiter der Unterkunftsabteilung. Ab 1996 war er Generaldirektor der Firma Kongresové centrum Praha, a.s., ab 1999 dann als Vertriebs- und Marketingdirektor der Hotels Marriott, Renaissance Praha und Marriott Executive Apartments. In den Jahren von 2000 bis 2002 vertrat er seine Firma Perfomax, s.r.o. als Geschäftsführer. In den folgenden zwei Jahren leitete er das Unternehmen G. Benedikt Karlovy Vary als Vertriebs- und Marketingdirektor. In den Jahren von 2004 bis 2014 war er Direktor von CzechTourism, der tschechischen Tourismuszentrale.
Nach dem Sturz der Regierung Mirek Topolánek II im Frühjahr 2009 wurde er von der ČSSD für das Amt des Ministers für regionale Entwicklung der Tschechischen Republik vorgeschlagen, zu dem er am 8. Mai 2009 ernannt wurde.
Im Jahr 2019 wurde er zu einer einjährigen Bewährungsstrafe verurteilt, weil er als Chef von CzechTourism Wellnessgutscheine im Wert von 600.000 Kronen gekauft und diese für private Zwecke genutzt hatte. Das Urteil war endgültig.

## Familie
Vondruška war verheiratet und hatte zwei Kinder.